# 32299 Srinivas
32299 Srinivas è un asteroide della fascia principale. Scoperto nel 2000, presenta un'orbita caratterizzata da un semiasse maggiore pari a 2,7659694 UA e da un'eccentricità di 0,1029117, inclinata di 7,36376° rispetto all'eclittica.